# Jan Karlsson
Jan Bengt Peter Karlsson (Falköping, 8 de fevereiro de 1966) é um ex-ciclista sueco de ciclismo de estrada.
Competiu nos Jogos Olímpicos de Verão de 1988 em Seul, onde fez parte da equipe sueca que conquistou a medalha de bronze nos 100 km contrarrelógio por equipes.
 Os outros ciclistas da equipe foram Anders Jarl, Michel Lafis e Björn Johansson. Também competiu nos Jogos Olímpicos de Barcelona 1992 e Atlanta 1996.